# Тренто (округ)
Округ Тренто (итал. Provincia autonoma di Trento) је округ у оквиру покрајине Трентино-Јужни Тирол у северној Италији. Седиште округа покрајине и највеће градско насеље је истоимени град Тренто. Округ Тренто се поклапа са историјском облашћу Трентино.
Површина округа је 6.212 km², а број становника 513.357 (2008. године).

## Природне одлике
Округ Тренто се налази у северном делу државе. Округ је брдско-планинског карактера - у јужном делу округа се пружају нижи делови Алпа, тзв. Преалпи, а у северном делу масиви Доломити, Лагораи и Адамело-Пресанела. Средишњи део округа је долина реке Адиђе. Долина је густо насељена и привредно високо развијена, па је она „жила куцавица“ округа. На крајњем југозападу округ излази на северни део језера Гарда.

## Становништво
По последњим проценама из 2008. године у округу Тренто живи преко 500.000 становника. Аутохтоно становништво махом су Италијани, али постоје и мање заједнице Немаца и Ладина. Густина насељености је средња, око 80 ст/км². Међутим, долинско подручје је густо насељено, посебно око града Трента.
Поред претежног аутохтоног становништва у округу живе и велики број досељеника из свих делова света.

## Општине и насеља
У округу Тренто постоји 223 општине (итал. Comuni).
Најважније градско насеље и седиште округа је град Тренто (113.000 становника). Други по велиини град је Роверето на југу округа.